# Joasaph Ier de Constantinople
Joasaph Ier Kokkas de Constantinople (en grec : Ιωάσαφ Α΄ Κόκκας) fut patriarche de Constantinople un an en 1462/1463 ou 1465/1466.

## Une chronologie contestée
Vitalien Laurent, s'accordant selon lui « avec la majorité des sources contemporaines », place Joasaph Ier sur le siège patriarcal de Constantinople après le décès d'Isidore II, soit du 1er avril 1462 au 10 avril 1463. Venance Grumel, suivant l'opinion majoritaire en la matière, en fait le successeur de Gennade II Scholarios après son troisième pontificat, donc de juillet 1465 au milieu de 1466.

## Biographie
Selon le catalogue patriarcal inédit édité et traduit par Vitalien Laurent, Antoine Kokkas, né de parents latins, aurait pris le nom de Joasaph lorsqu'il est élu patriarche dans l'urgence dès le 1er avril 1462 après le décès d'Isidore II. Joasaph doit faire face à la rébellion des moines et aux intrigues des archontes laïcs avec lesquels il se heurte lorsqu'il refuse d'autoriser le mariage de Georges Amiroutzès, favori du sultan Mehmed II et cousin germain du grand vizir Mahmud Pacha Angelović, avec la belle veuve du dernier duc latin d'Athènes, Franco Acciauoli. Désespéré, Joasaph se jette délibérément dans un puits le 10 avril 1463, jour de Pâques. On l'en retire à moitié noyé et il est envoyé en exil à Anchialos.